# Eero Saarinen
Eero Saarinen (Kirkkonummi, 20 agosto 1910 – Ann Arbor, 1º settembre 1961) è stato un architetto e designer finlandese naturalizzato statunitense.

## Biografia
Figlio di Eliel Saarinen, si trasferì negli Stati Uniti dalla Finlandia nel 1923, si diplomò a Yale nel 1934 e quindi si perfezionò presso il Cranbrook Institute of Architecture and Design, di cui suo padre era amministratore. Qui conobbe Charles Eames, col quale collaborò a vari progetti. Al pari dello stesso Eames, si dedicò alla ricerca di nuove tecnologie nell'uso dei materiali, in particolare nello stampaggio del fiberglass.
Uno dei suoi lavori di grande impegno fu il centro tecnico della General Motors a Warren (Michigan), finito nel 1955, nel quale si avvertono le indicazioni del razionalismo industriale di Ludwig Mies van der Rohe, ma in forme meno classicistiche. Dello stesso anno sono la cappella e il Kresge Auditorium al Massachusetts Institute of Technology, che segnano per Saarinen l'acquisizione di un linguaggio più coerente e personale.
Dopo questi inizi di ricerca eclettica tra razionalismo e romanticismo di derivazione scandinava, Saarinen s'impose nella nuova architettura statunitense con lo Yale Hockey Rink a New Haven, terminato nel 1958, una specie d'immenso dinosauro in cemento armato, espressivo non solo nella forma ma anche nello spazio interno.
Questa conquista spaziale ed espressionistica fu confermata nell'aeroporto Dulles a Washington, ma soprattutto nel suo capolavoro: il terminal della TWA nell'Aeroporto Internazionale John F. Kennedy a New York (terminato postumo nel 1962), leggerissimo ed espressivo fascio d'ali in volo posato a terra, nel quale lo spazio interno è plasmato e modellato in ogni particolare.
Sposò Aline Saarinen, che fu una nota storica dell'arte, e morì prematuramente per un tumore cerebrale a 51 anni ad Ann Arbor, nel Michigan.

## Carriera architettonica
Dopo il suo tour in Europa e in Nord Africa, Saarinen tornò a Cranbrook per lavorare per suo padre e insegnare all'accademia. L'azienda era "Saarinen, Swansen and Associates", diretta da Eliel Saarinen e da Robert Swansen, dalla fine degli anni '30 fino alla morte di Eliel, nel 1950. L'azienda si trovava a Bloomfield Hills, nel Michigan, fino al 1961, quando fu trasferita ad Hamden, nel Connecticut.
Nel 1940, mentre ancora lavorava per suo padre, Saarinen ricevette il primo riconoscimento critico: con Charles Eames vinse il primo premio al concorso "Organic Design in Home Furnishings" per una sedia progettata insieme. La "Tulip Chair", come tutte le altre sedie Saarinen, è stata messa in produzione dalla società di mobili Knoll, fondata da Hans Knoll, che sposò Florance (Schust) Knoll, amica della famiglia Saarinen. Stava ancora lavorando per suo padre, quando ottenne il primo premio nel concorso del 1948 per la progettazione del Jefferson National Expansion Memorial, St. Louis, rimasto incompleto fino agli anni '60. Il premio della competizione fu erroneamente inviato a suo padre.
Durante la sua lunga collaborazione con Knoll, progettò molti importanti elementi di arredamento, tra cui la poltroncina e il pouf "Grasshopper" (1946), la sedia e il pouf "Womb" (1948), il divano "Womb" (1950), lato e poltrone (1948-1950) e il suo più famoso gruppo "Tulip" o "Pedestal" (1956), che comprendeva sedie, poltrone, tavoli da pranzo, tavolini da caffè e uno sgabello. Tutti questi progetti hanno avuto molto successo, tranne la poltrona lounge "Grasshopper", che, nonostante ciò, è rimasta in produzione fino al 1965.
Una delle prime opere di Saarinen con cui ricevette consensi internazionali è la Crow Island School di Winnetka, Illinois (1940). Il primo grande lavoro di Saarinen, in collaborazione con suo padre, è il General Motors Technical Center , Michigan, che segue lo stile razionalista del design Miesiano, incorporando acciaio e vetro, ma con l'aggiunta dei pannelli in due tonalità di blu. Per il GM Technical Center, costruito nel 1956, Saarinen utilizzava modelli che gli permettevano di condividere le sue idee e di scambiare informazioni con altri professionisti.

## Galleria d'immagini

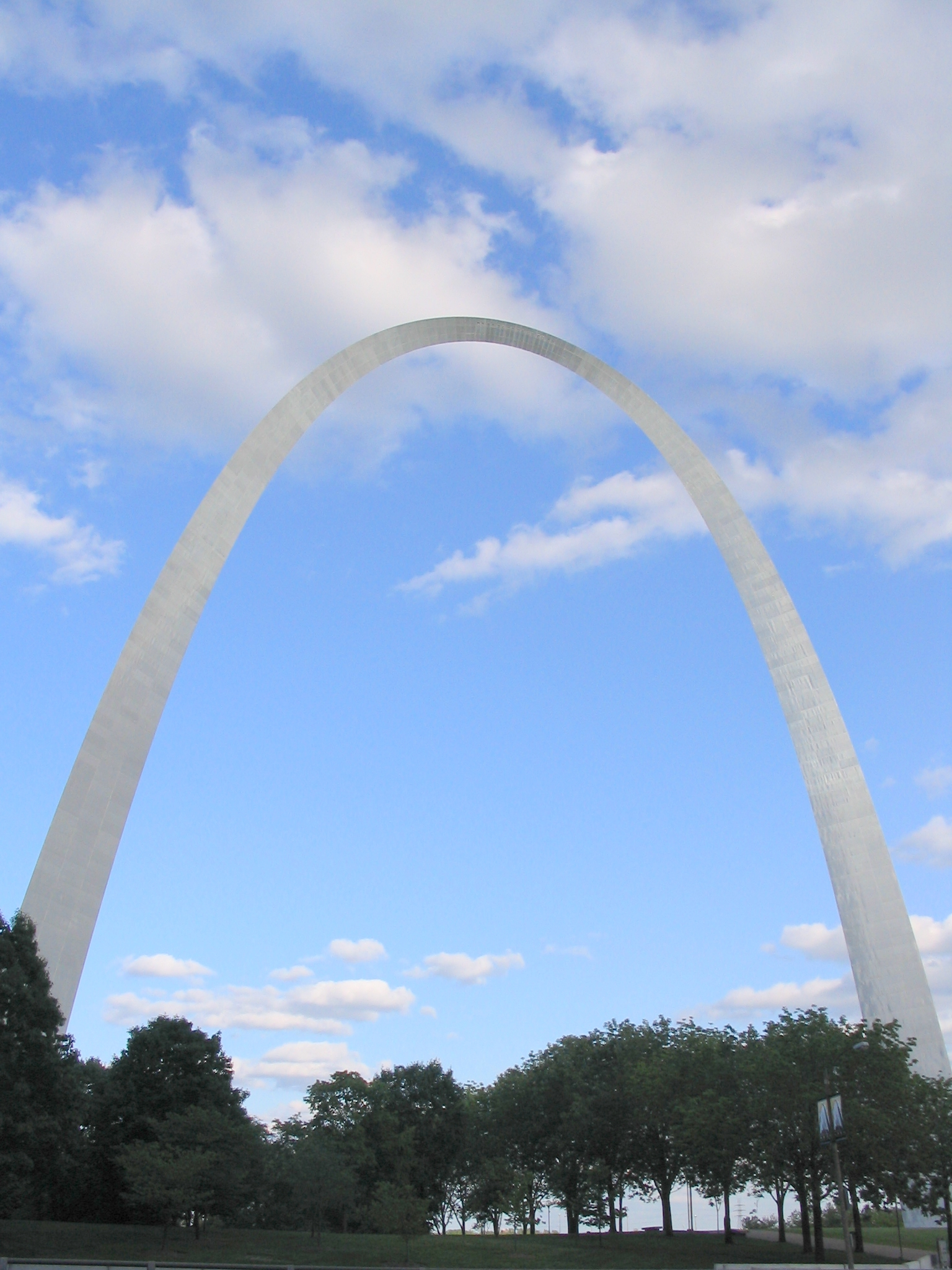
Gateway Arch, Saint Louis, Missouri.
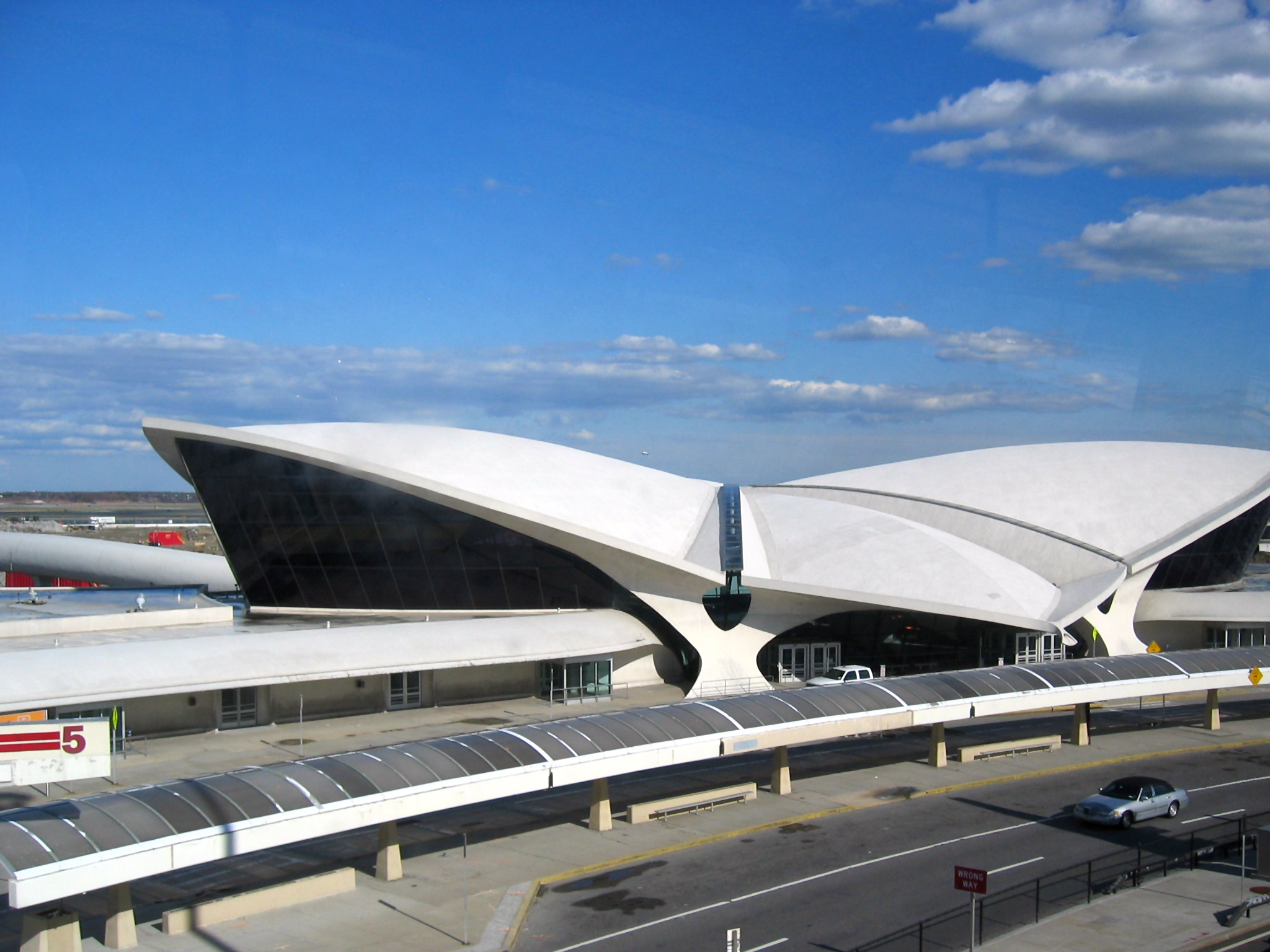
Terminal TWA, aeroporto di New York.
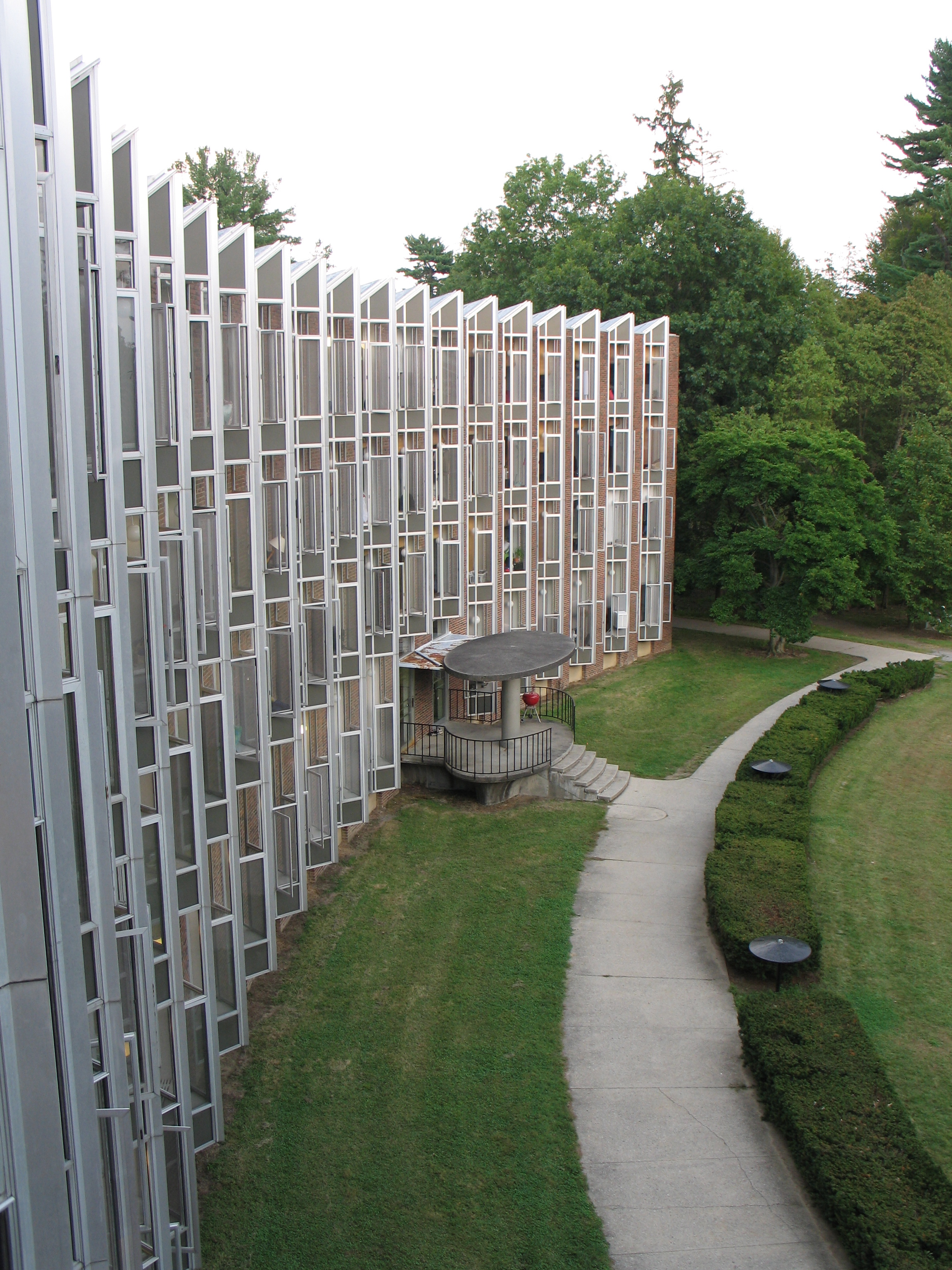
Emma Hartman Noyes house, New York.
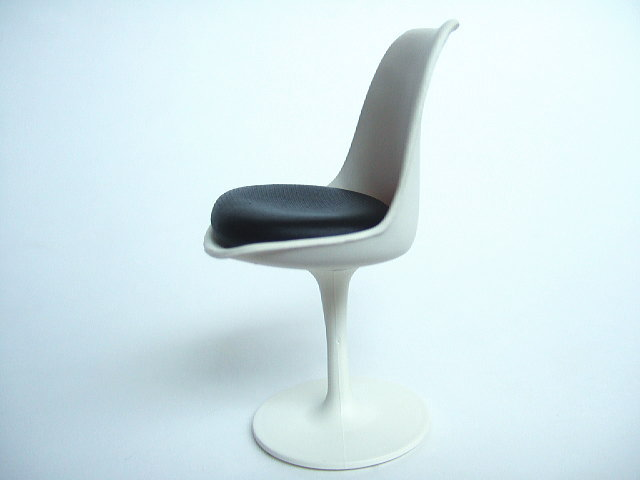
Tulip chair.